# Marin Minamiya
Marin Minamiya (南谷真鈴), née le 20 décembre 1996 à Tokyo, Japon, est une exploratrice japonaise.
En juillet 2016, elle devient à 19 ans la plus jeune personne au monde à gravir les sept sommets.

## Biographie

### Enfance
Marin Minamiya est née le 20 décembre 1996 à Tokyo au Japon.  Elle passe une grande partie de son enfance en Asie (Malaisie, Shanghai et Hong Kong) grâce à son père travaillant dans le commerce international. Elle découvre la passion pour la marche à l'âge de 13 ans, à l'occasion d'une excursion scolaire 

### Les sept sommets
À 19 ans, l'alpiniste se lance un pari fou en étant la plus jeune personne au monde à gravir les sept sommets. Relevant ainsi le défi né dans les années 1980 , Marin Minamiya les gravis en un an et demi, de janvier 2015 à juillet 2016. 

### Le pôle Sud
Alors qu'elle se trouvait en Antarctique, elle a atteint le pôle sud.

### Le pôle Nord
Elle atteint le pôle nord le 12 avril 2017. Elle devient ainsi la plus jeune personne au monde à avoir relevé le défi de l'Explorers Grand Slam commencé en 1998.

## Principales ascensions
- Première ascension de  l'Aconcagua en janvier 2015
- Première ascension du Kilimandjaro en juillet 2015
- Première ascension du Mont Blanc en août 2015
- Première ascension du Manaslu en octobre 2015
- Première ascension du massif Vinson et du mont Kosciuszko en décembre 2015
- Première traversée du Pôle sud en janvier 2016
- Première ascension du Puncak Jaya en février 2016
- Première ascension de l'Elbrouz en mars 2016
- Première ascension de l'Everest en mai 2016
- Première ascension du Denali en juillet  2016

## Équipement et sponsors
La jeune alpiniste devient la première femme ambassadrice mondiale de la marque Uniqlo 